# 이쓰쿠시마 전투
이쓰쿠시마 전투(일본어: 厳島の戦い 이쓰쿠시마노타타카이[*])는 덴분 24년 10월 1일(1555년 10월 16일)에 아키국 이쓰쿠시마에서 스에 하루카타(陶晴賢)가 이끄는 오우치 군을 모리 모토나리가 소수의 병력으로 야간에 기습하여 격파한 전투를 말한다. 전투에 이르는 동안 모리 모토나리가 꾸민 모략에 스에 하루카타가 보기 좋게 걸려 참패한 전투로 일본 주고쿠 지방의 판세를 결정지었던 전투 중 하나였다. 또한 오케하자마 전투와 가와고에 성 전투와 더불어 일본 3대 야전(夜戰)중 하나로 불리고 있다.

## 배경
덴분(天文) 20년(1551년) 스에 다카후사(陶隆房)가 다이네이지의 변(大寧寺の変)을 일으켜 오우치 요시타카(大内義隆) 부자를 죽이고 반대세력을 제거한 후 요시타카의 조카 오우치 요시나가을 명목상의 군주로 내세워 오우치씨을 괴뢰정권으로 만들어 사실상의 실권자가 되었다. 이 혼란을 틈타 모리 모토나리는 빗추와 빈고 방면으로 세력을 확대하는 동시에 내부적으로 지배력 강화를 꾀하여 고쿠진 영주와 가신단을 재편하여 모리씨의 힘을 키웠다.
스오(周防) ・ 나가토(長門)를 본거지로 하는 오우치 씨는 아키(安芸)나 이와미(石見)의 고쿠진(国人)들도 휘하에 두고 있었는데, 이와미 산본마쓰 성(石見三本松城, 津和野城)의 요시미 마사요리(吉見正頼)가 스에 타도를 외치며 군사를 일으켰다. 덴분 23년(1554년) 3월에 일어난 산본마쓰 성 전투(三本松城の戦い)로 이 전투에서 마사요리는 되레 오우치 ・ 스에 군세에 의해 포위되어, 모토나리에게 원군을 요청했다. 이때 하루카타도 모토나리에게 마사요리 토벌을 위한 원군을 요청한 바 있다. 양쪽의 요청을 받고 모토나리는 고민끝에 마사요리측에 가담한다. 그동안 맹약을 맺어왔던 하루카타에겐 모토나리의 배신은 충격이 컸었고, 이로써 모리씨 토벌을 굳히게 된다. 하루카타와 마사요리의 싸움은 급히 종결되고, 대결은 모토나리와 하루카타로 좁혀지게 되었다.
모리 모토나리는 아키일대의 지배권을 확보하기 위해 5월에 군을 이끌고 남하하여 남부를 공략해 사토카나야마성, 아마쓰성, 사쿠오성(桜尾城) 등 4개 성을 공략하고 이쓰쿠시마(厳島)까지 점령한다. 그리고 스에 씨와의 결별에 대비하여 이쓰쿠시마(厳島) ・ 히로시마(広島) 만 주변의 여러 성이나 수군의 방비를 튼튼히 하였다. 5월 15일에는 스오 국 고가 군(玖珂郡)까지 침입해 들어와 고세(小瀬) ・ 미소(御庄, 이와쿠니 시)에서 스에 군과 교전하였다.[1] 반기를 든 모토나리에 대해 스에 하루카타는 가신 미야가와 후사나가(宮川房長)를 급파하였으나, 미야가와 군세는 6월 5일 오시키바타 전투(折敷畑の戦い)에서 패하였다. 이 전투에서 모리군은 3,000명, 스에군은 7,000명이란 병력의 열세 속에서 모토나리의 지휘로 대승리를 거두었다.
오시키바타 전투의 패배소식에 경악한 하루카타는 오우치씨의 힘을 모두 모아 모리씨를 멸망시킬 것을 다짐하고, 전면전을 준비한다. 오시키바타 전투 이후 모리 군세는 사사이 군(佐西郡)의 야마자토(山里)이라고 불리는 지역으로 쳐들어갔는데, 스에측의 지하인 잇큐(地下人一揆)의 저항에 부딪쳤다. 8월에는 모리 모토나리가 출진했지만 공격하지 못했고, 잇큐 세력의 일부를 회유해 들여서 공세에 나선 모리 군이 도모다 다카모리(友田高森)의 요해처를 함락시킨 것은 10월 25일이었다. 모토나리가 야마자토 공략을 의도한 것은 스오에 쳐들어가는데 있어서 산본마쓰 성을 공략하는 오우치 ・ 스에 군을 배후로부터 견제하고자 생각했기 때문이라고 하며, 야마자토 공략이 난항이 되어 모리측의 전략에 영향을 주었을 가능성도 지적되고 있다.[1]
모리와 스에의 공방은 바다로도 번졌다. 6월 중순에는 모리측 수군이 스에 씨 본거지인 스오 도미타우라(富田浦, 와카야마 성若山城 주변)를 습격했다.[1] 이에 대해 스에측도 수군으로 이쓰쿠시마를 쳤는데, 미아오 성의 방비로 해서 스에군의 상륙은 막혔다. 7월이 되어 스에측의 조략으로 呉 ・ 能美의 게고슈(警固衆, 수군)가 모리로부터 이반하였는데, 9월에는 모리와 고바야카와(小早川)의 게고슈가 양자를 쳤다.[1] 노미 섬(能美島)을 점령했다.[2]。
산본마쓰 성 전투가 지속되는 사이에 오우치 ・ 스에 군은 주력을 움직일 수 없었고, 따라서 전투는 대규모로 퍼지지는 않았지만, 8월 하순(이르면 9월 2일)에 요시미 마사요리와의 화친이 성립되고, 이후 모리 대책에 집중하게 된다.

## 진행과정
모리 모토나리의 특기는 모략이었다. 희생을 최소하하면서 최대의 효과를 얻기에 그는 평생을 걸쳐 모략과 암살을 빈번하게 실행하여 일본 센고쿠 시대 무장중 제일 뛰어난 모략가로 명성을 얻었다. 이쓰쿠시마 전투를 앞두고 그의 모략은 최절정에 달했던 시기였다.
첫 번째 모략은 '신구토(新宮黨) 주살'이었다. 신구토는 모리씨의 오랜 숙적 이즈모(出雲)의 아마고(尼子)씨의 주력 군사집단으로 당주 아마코 하루히사의 숙부 구니히사가 지휘하고 있었다. 모토나리는 간첩을 이용하여 구니히사가 모리씨와 손을 잡고 반란을 일으킬 것이라는 헛소문을 퍼뜨려 이를 믿고 그동안 구니히사를 의심하던 하루히사는 신구토를 모두 주살하였다. 이로 인해 아마고씨의 주력 군사집단이 사라지면서 세력이 급속이 쇠퇴하게 된다.
두 번째 모략은 '내통위장 공작'이었다. 스에가에는 에라 후사히데(江良房榮)이라는 지장이 있었는데, 그는 모토나리와 함께 전장에 나선 적이 있어 모토나리에 대해서 잘 알고 있었다. 모토나리는 그를 자신의 진영에 끌어들이려 했으나, 후사히데는 태도를 분명히 하지 않았다. 그러자 모토나리는 하루카타에게 후사히데가 모리씨와 내통하고 있다는 정보를 흘려 이를 의심한 하루카타가 후사히데를 암살하게 만들어 후환을 없앴다.
세 번째 모략은 '가신을 이용한 내통위장 공작'이었다. 하루카타는 처음엔 육로로 전진하여 모토나리를 공격하려 했다. 육로에서 싸운다면 승산이 없다고 생각한 모토나리는 가신 가쓰라 모토즈미를 거짓으로 하루카타와 내통시켜, 해로로 하루카타가 이쓰쿠시마로 진격하면 자신이 모토나리의 거성을 빼앗겠다는 거짓 서약서를 보냈다. 이것을 믿고 하루카타는 해로로 공격할 것을 결정하고 이쓰쿠시마로 향하게 된 것이다.
이쓰쿠시마에 하루카타를 끌어들인 미끼인 미야오성(宮尾城)을 쌓은 건 덴분 24년(1555년)이었다. 성주 나카무라를 배치하고, 거기에 고이 분젠노카미, 니이자토쿠 나이쇼보에게 500명의 병사를 맡겨 미야오성에 파견했다. 하루카타는 몇 차례 부장을 파견해 미야오성을 공격했으나 공격은 번번이 실패하자 자신이 직접 성을 공격하고자 9월 22일 2만의 대군을 탑승시킨 500척의 선단을 이끌고 이쓰쿠시마에 도착했다.
일부 배들은 스에군이 상륙한 지점 앞바다를 지켰다. 9월 24일 스에군 2만이 이쓰쿠시마에 상륙한 것을 안 모토나리는 장남 모리 다카모토, 차남 깃카와 모토하루외 수하병력 3,500을 이끌고 쿠사쓰에 도착하여 3남 고바야카와 다카카게와 만나 병력은 4,000이 되었다. 모토나리의 전략은 스에군을 이쓰쿠시마에 끌어들인 뒤 후방에서 기습을 가해 전멸시킨다는 계획이었다. 이 계획을 위해선 스에군 앞바다를 지키는 수군세력을 전멸시킬 필요가 있었다. 모토나리가 온힘을 다해 끌어모은 수군은 300척으로 스에군의 500척에 비해 전력은 계속 열세였다. 이를 위해 노지마와 구루시마 수군세력의 힘을 빌리기 위해 3남 다카카게를 통해 그들을 회유했다.
9월 28일에 이르러 초조하게 기다리던 노지마, 구루시마 수군 300척이 모습을 드러내면서 수군세력은 보강되었다. 당시 이쓰쿠시마의 미야오성은 함락직전까지 가는 위험한 상황이었다. 모토나리의 기쁨은 이루 말할 수 없었고, 승패는 자신에게 있다고 굳게 믿었다.
폭우가 쏟아지는 28일 오후 6시 모토나리군 4,000명을 태운 배가 출발했다. 오후 10시 이쓰쿠시마에 주둔한 스에군의 후방인 쓰쓰미케우라에 도착했다. 여기서 타고 온 배를 돌려보내 배수의 진을 친 모리군은 공격을 기다렸다.

### 전투
모토나리의 전략은 다음과 같다. 본대가 바쿠치오 봉우리를 넘어 의 배후에서 적 본진의 오른쪽 측면을 공격한다. 스에군이 반격에 나서면 고바야카와 다카카게가 이끄는 수군이 서쪽에서 이쓰쿠시마 정면에 상륙해 미야오성 병사들과 함께 적 본진을 협공한다는 것이었다.
10월 1일 아침 6시 일제히 함성소리를 내면서 모리군 본대가 스에군 우측면을 공격한다. 스에군은 비좁은 장소에 대군이 모여 있다보니 갑작스런 기습에 통제가 불가능해 지면서 혼란이 가중되었다. 이때 해상에서도 다카카게가 이끄는 수군이 스에수군을 공격하는 동시에 상륙한다.
스에군은 해상으로 도망치려 했지만 해상에 있던 수군은 모리수군에 의해 도망치거나 파괴되었다. 도망칠 곳이 없는 스에군은 갈팡질팡하면서 무너져 내리기 시작했다. 그래도 그 와중에도 일부군은 모리군과 장렬한 전투를 벌였다.
히로나카가 이끄는 500명이 모리군의 선봉 깃카와 모토하루군을 맞아 싸웠다. 격전이 벌어지는 동안 스에군의 아오카게, 하다노, 마치노의 병력 300이 모토하루군 측면을 치자, 모토하루군은 위기에 빠졌다. 이 위기를 구한 것이 구마타니 노부나오와 아마노 다카시게였다.
스에군이 여기저기서 패배해 퇴각하자 전황의 불리함을 보고 하루카타는 죽음을 각오했다. 그러자 휘하의 미우라 후사키요가 섬 밖으로 탈출할 것을 권했다. 그말에 하루카타는 탈출을 결심하지만 해안에는 배가 한 척도 없었다. 하는 수없이 해안선을 따라 다다라우라 방면인 남쪽으로 도망쳤다.
이를 추격한 것은 다카카게였다. 하지만 추격 도중 스에군의 후군이 맞써 싸우자 자신도 부상을 입을 정도로 피해를 입었다. 모토하루가 원군으로 달려와 후군을 전멸시고, 하루카타를 향한 추격은 계속되었다.
하루카타는 오에우라에 도착했지만 배는 한 척도 보이지 않았다. 자신의 운명이 다한 것을 안 하루카타는 여기서 자결하고 만다. 하루카타의 자결 후에도 스에군의 일부는 계속 저항을 한다. 하지만 3일 후 스에군은 완전히 궤멸되었고 전투는 모리군의 완승으로 끝났다.

## 결과
8시간동안의 전투는 모리군의 기습으로 완벽한 대승리로 끝났다. 스에군 전사자는 4,780명이라고 '요시다 이야기'에서 전해지고 있다. 오우치씨는 이 전투를 계기로 급속히 쇠퇴하고, 모리씨는 쇠퇴하는 오우치씨를 공략해 사실상 주고쿠의 패자는 모리씨가 되었다. 1557년 하루카타에 의해 옹립된 오우치 요시나가를 자결시켜 다이묘로써 오우치씨는 멸망하게 된다. 그 후 북큐슈를 둘러싸고 오토모씨와 싸우게 된 모리씨는 오토모씨가 모리씨의 대항마로 오우치 데루히로를 옹립해 여러번 괴롭히게 된다.

## 같이 보기
- 오토모씨 (무가)